# ویکمیر
ویکمیر (به انگلیسی: Wickmere) یک روستا و محله مدنی در بریتانیا است که در North Norfolk واقع شده‌است. ویکمیر ۷٫۰۷ کیلومتر مربع مساحت و ۱۵۸ نفر جمعیت دارد.